# Strafbarak Kamp Westerbork
De strafbarakken van Kamp Westerbork waren een drietal barakken (nummer 65, 66 en 67) in het concentratiekamp met een zwaarder regime. Bewoners van deze barakken waren veelal gepakte onderduikers. Ze kregen minder te eten en moesten dwangarbeid uitvoeren. Daarnaast hadden hier ondergebrachte geïnterneerden een grotere kans om op het eerstvolgende transport gezet te worden. Anne Frank en haar familie werden als opgepakte onderduikers in een van de strafbarakken ondergebracht.
De barakken waren omzoomd door prikkeldraad, er zijn twee toegangen voorzien van wachttorens. Barak 67, waar de familie Frank was ondergebracht, is gereconstrueerd.

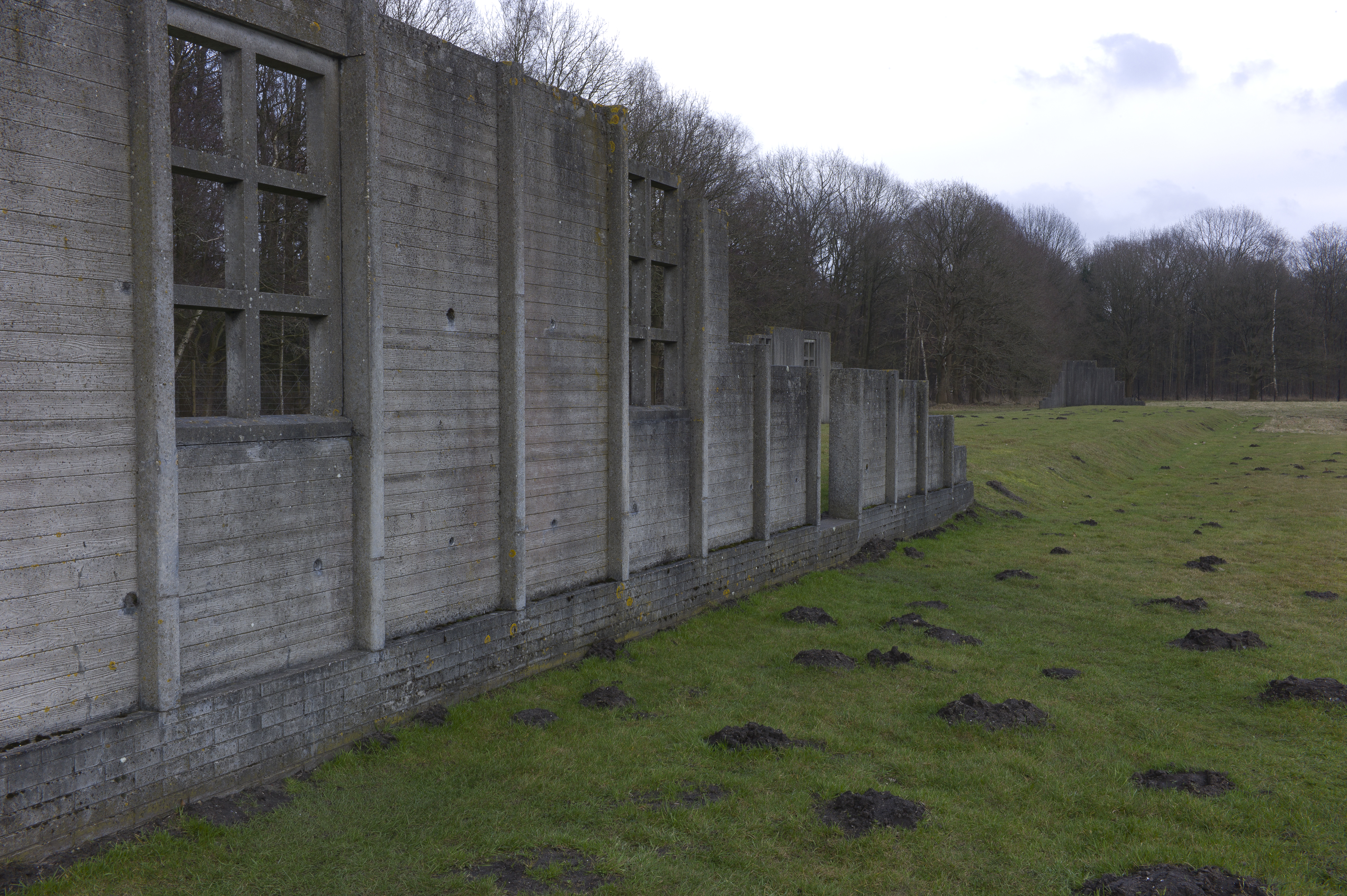
Barak 67
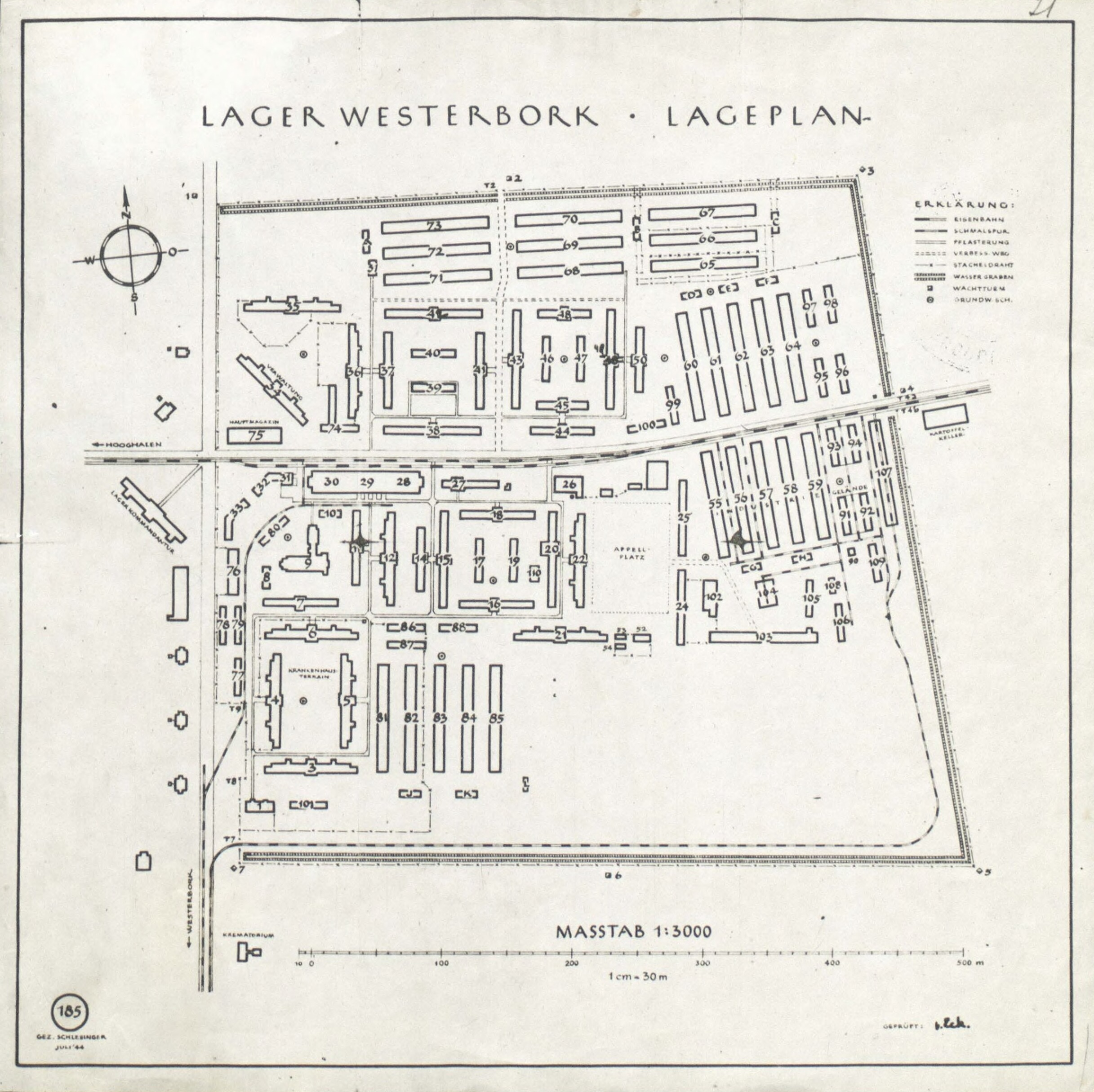
De drie strafbarakken staan op deze plattegrond rechtsboven.